# 学院绿地 (伦敦)

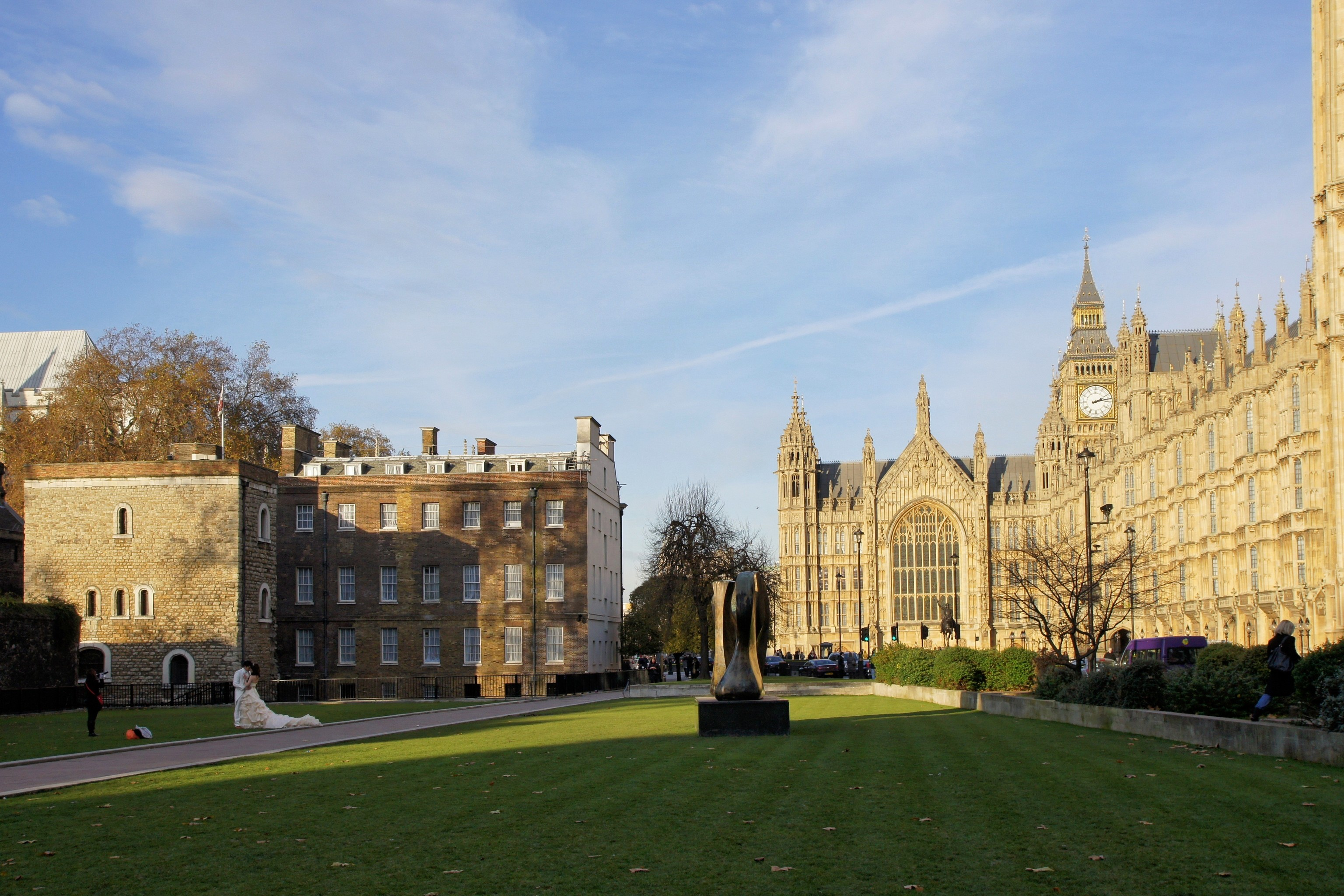

学院绿地（英語：College Green）正式名称为阿宾登街花园（Abingdon Street Gardens）是伦敦中部西敏市的一个小公园。花园位于西敏寺背后，西敏寺花园以东，毗邻威斯敏斯特宫。花园不封闭，在任何时候都可以访问。
该公园是电视台的记者来采访国会议员的地點。亨利·摩尔的青铜雕塑刀锋两件1962-65（Knife Edge Two Piece 1962–65）位于花园。
其名称是指西敏寺包括西敏公学的协同教堂（collegiate church）。